# Limbus (Album)
Limbus ist das vierte Album des deutschen Rappers Prezident. Es erschien am 8. April 2016 über das Label Vinyl Digital.

## Titelliste
1. Der ewige Ikea – 4:10
2. Knapp 9000m tief im Köhlerliesl – 3:22
3. Prometheus (feat. Absztrakkt) – 3:29
4. Melancholia – 3:50
5. Doktor Eisenstirn / Kaffee hilft – 3:10
6. Feiern wie sie fallen (feat. Kamikazes) – 5:11
7. Halb so wild – 4:36
8. Läppisches Theater – 3:17
9. Fressfeind – 3:51
10. Unsachlich (Skit) – 0:37
11. Krematorium – 2:32
12. Rosa Blume – 2:46
13. Was glaubt die Welt denn, wer sie ist? – 3:56
14. Le Mepris, ein leider nötiges Godardzitat (Skit) – 1:56

## Rezeption

### Charts
Limbus stieg auf Platz 13 der deutschen Album-Charts ein. Damit ist es die erste Veröffentlichung des Rappers, die sich in den Charts positionieren konnte.

### Kritik
Die E-Zine Laut.de bewertete Limbus mit vier von möglichen fünf Punkten. Aus Sicht der Redakteurin Dani Fromm brauche Prezident „höchstens eine halbe Tracklänge, um seine Hörerschaft zu greifen und in seine von Whiskey-Schwaden durchzogene Welt zu zerren.“ Für Limbus sei auf „gängige Songstrukturen“ in Form von „konventionelle[n] Vers-Hook-Vers-Hook-Abfolgen“ weitestgehend verzichtet worden. Auf Doktor Eisenstirn / Kaffee hilft setze Prezident etwa auf „kontinuierliche Steigerung“ und verzichtet auf die Hookline. Die Musik zeichnet sich durch „verwehte, verdrehte, verzerrte Loops und Gesangssamples, Akustikgitarren, Streicher und Drums“ aus, die „verquaste Kulissen [ergeben], in die man sich bedenkenlos fallen lassen kann.“

### Bestenliste
In der Liste der besten „Hip Hop-Alben des Jahres“ 2016 von Laut.de wurde Limbus auf Rang 17 platziert. So solle sich der Hörer „vom über die Maßen seltsamen Artwork […] bloß nicht täuschen lassen.“ In Prezidents von „Whiskeyschwaden durchzogene[n] Vorhölle“ sei nichts rosig. Das Backspin Hip Hop Magazin wählte Limbus auf Platz 4 der besten Deutschrap-Alben 2016. Prezident lege mit der Veröffentlichung ein „sehr düsteres, wütendes und faszinierendes Album“ und damit „sein bisher bestes Projekt vor.“ Der Rezipient entdecke mit „jedem Hören […] neue Anspielungen und Querverweise auf Prezidents literarischen Kosmos.“